# Kurt Lischka
Pour les articles homonymes, voir Lischka.
Kurt Paul Werner Lischka (Breslau, 16 août 1909 - Brühl, 5 avril 1989) est un ancien membre du parti nazi allemand qui fut très impliqué dans la solution finale. Il fut notamment le chef du bureau de la Sipo-SD pour la France du 1er novembre 1940 au 23 octobre 1943, avec le grade, en avril 1942, de SS-Obersturmbannführer. Il est directement responsable de l’arrestation et de la déportation de milliers de Juifs français.

## Carrière sous le Troisième Reich
Lischka est le fils d’un employé de banque à Breslau. C’est là qu’il passe son baccalauréat en 1927. Ensuite il étudie le droit et les sciences politiques à Berlin puis occupe différents postes dans des tribunaux civils et régionaux. Il entre dans la SS le 1er juin 1933. À partir du 1er septembre 1935 il travaille pour la Gestapo, d’abord comme personne de référence pour les affaires religieuses. En 1938 il devient, comme docteur en droit, chef du bureau II B de la Gestapo responsable des confessions religieuses, des Juifs, des francs-maçons, des émigrants et des pacifistes. Au cours de cette seule année, Lischka a été promu trois fois pour devenir SS-Sturmbannführer le 11 septembre 1938.
Son dossier vante ses qualités principales : zèle, sang-froid, audace. Le 28 octobre, il organise la rafle de 20 000 Juifs de Berlin et leur déportation vers la frontière polonaise où ils sont refoulés dans des camps de transit, beaucoup meurent de faim et de froid. Reinhard Heydrich dira de son initiative : « L'idée est ingénieuse ».
Les parents d'Herschel Grynszpan seront du convoi, ce qui sera à l'origine de son acte criminel contre Ernst vom Rath, un diplomate allemand à Paris.
C’est en occupant ce poste qu’il s'est rendu responsable des emprisonnements massifs de Juifs allemands consécutifs à la Nuit de Cristal.

## Reinhard Heydrich: «Lischka est un agent remarquable»
Lischka a dirigé temporairement la centrale du Reich pour l'émigration juive qui dépouillait les Juifs de leurs biens avant leur émigration. De janvier à août 1940, il a été chef de la Gestapo à la Maison EL-DE à Cologne.
Le 1er novembre 1940, il arrive à Paris où il est l'assistant d'Helmut Knochen, au commandement de la Sipo (police de sûreté) - SD (Service de sécurité) à Paris et en tant que dirigeant du bureau II (organisation, administration) et coresponsable de la déportation d'au moins 73 000 Juifs vers Auschwitz-Birkenau via le camp de Drancy. Il est lui-même assisté de Theodor Dannecker.
20 janvier 1941 : Réunion à Paris sur les Juifs présidée par Lischka:
« Afin de résoudre le problème juif en France, nous devons appliquer les mêmes mesures que celles mises en pratique dans le Reich. À cet effet, je demande la création en France d'un office central juif qui aura les tâches suivantes :
1. Traitement de toutes les questions de police intéressants les Juifs (recensement, constitution de fichiers, surveillance)
2. Contrôle économique, c’est-à-dire élimination des Juifs de la vie économique, transfert des entreprises juives aux aryens,
3. Propagande antijuive parmi les Français »

Applaudissements nourris de son auditoire.
« Je précise bien qu'il faut confier aux Français le soin de régler ces problèmes afin de parer à l'inévitable réaction de la population contre tout ce qui vient des Allemands. Aussi les services allemands se borneront-ils à faire des suggestions. ».
Cette fois-ci c'est l'ovation, il est vrai que Lischka est connu comme étant un bon orateur.
Il affirmera que son travail de départ était de mettre au pas les institutions juives existant encore à Paris et les mettre sous le commandement du Grand Paris.
« Il appartiendra à l'avenir d'assister les Juifs dans tous les domaines. Les présidents juifs de différentes œuvres ont décidé sur mon initiative d'organiser un "Comité de coordination des œuvres de bienfaisance de Paris et du département de la Seine." Toute l'organisation serait placée sous la surveillance de mes services ».
Lischka a fait de la centrale de la Gestapo à Paris un véritable instrument de terreur que la Résistance a payé au prix de mesures de représailles qui ont entrainé l'exécution de 29 000 otages au total. Le 20 avril 1942, il est promu Obersturmbannführer. Le 14 mai 1942, il fait porter l'Étoile jaune dès l'âge de 6 ans. En juillet 1942, Kurt Lischka organise la rafle du Vélodrome d'Hiver.
Bilan fait aux autorités militaires : « Au total 12 884 (sur 28 000 prévues grâce aux fichiers) personnes ont été arrêtés. Ils seront envoyés à Drancy où ils seront transférés vers le Reich dans des trains de mille personnes "pour travaux". »
Du 15 janvier au 10 septembre, Lischka s'est occupé en plus de l'association du personnel du bureau du commandant de la police secrète et du service de sécurité de Paris.
Sa réponse à un diplomate venu lui demander la libération d'un ami israélite :
« Je refuse toute exception, sans quoi les Français penseront qu'à part le Führer lui-même, il n'y a pas d'antisémite allemand. Bien sûr, vous souhaitez qu'on libère tel ou tel Juif parce que vous pensez que c'est un brave homme, qu'il est meilleur que les autres. Et c'est là votre erreur absolue. Les Juifs sont tous les mêmes !
Il n'y a pas de Juif meilleur qu'un autre Juif. Ce sont nos ennemis, vos ennemis aussi ! »
En septembre 1943, Lischka, soupçonné de corruption, est rappelé à Berlin. Une procédure pénale est engagée. Elle se termine le 27 juin 1944 par un non-lieu.
Le 23 octobre 1943 il assume l'intérim de Müller lorsque celui-ci s'absente.
À partir de novembre 1943, il a été affecté au service IV D 1 de l'Office central de la sécurité du Reich (Reichssicherheitshauptamt), chargé des représailles dans le Protectorat de Bohême-Moravie.
En 1944, Lischka a appartenu à la « Commission spéciale du 20 juillet 1944 ». Dès avril 1945, son service est évacué vers le Schleswig-Holstein puis complètement dissous le 3 mai 1945.

### Méthode de Lischka pour interroger un prisonnier récalcitrant
« On doit interroger un prisonnier politique en usant d'un langage très poli. S'il n'avoue pas, il faut lui donner un repas composé seulement d'un hareng salé sans une goutte d'eau. Le lendemain matin, ramener le prisonnier à l'interrogatoire et lui offrir comme petit déjeuner que du hareng salé, et lui poser des questions en buvant une tasse l'une après l'autre. S'il continue à nier, le renvoyer en cellule sans lui donner à boire et avec comme seule nourriture du hareng salé. Le plus souvent la méthode est efficace au bout d'un certain temps. »

## Après la Seconde Guerre mondiale
À la fin de la guerre, Lischka a d'abord vécu à Sankt Peter-Ording, où il travaille sous une fausse identité comme ouvrier agricole.
Le 10 décembre 1945, il est arrêté par les soldats britanniques et emprisonné dans des camps d'internement anglais et français. En raison de son activité dans la Tchécoslovaquie occupée, il est extradé en 1947 à Prague.
En avril 1949, la police tchécoslovaque l'arrête et en informe les autorités françaises, mais elle ne reçoit pas de réponse.
En août 1950, il est renvoyé en République fédérale d'Allemagne. Une décision du tribunal de Bielefeld l'acquitte.
Le 18 septembre 1950, un tribunal militaire français le condamne par contumace aux travaux forcés à perpétuité. Il l'apprend en lisant son journal dans sa maison de Cologne. Lischka travaille à Cologne comme fondé de pouvoir d'un magasin de céréales en gros, sans être dérangé par la justice. Il connait la famille des propriétaires depuis la période d’avant-guerre.
En 1971, il est retrouvé par Beate Klarsfeld au numéro 554 de la Bergisch-Gladbacher Straße à Cologne dans le quartier d’Holweide. Beate Klarsfeld a alors projeté de le faire kidnapper vers la France où il est condamné par contumace : des passants empêchent la tentative et pour cela elle est condamnée ainsi que son mari Serge Klarsfeld à deux mois de prison.
En 1975, Lischka prend sa retraite en partie en raison des manifestations antinazies devant le magasin de céréales en gros qui l'emploie : les manifestants utilisent des cocktails Molotov qui mettent en danger les autres employés de l’entreprise.
En 1980, Lischka est condamné au procès de Cologne à 10 ans de prison, et libéré en 1985.
Lischka finit ses jours auprès de sa femme dans une maison de retraite à Brühl, le 16 mai 1989.